# ジャウンプル

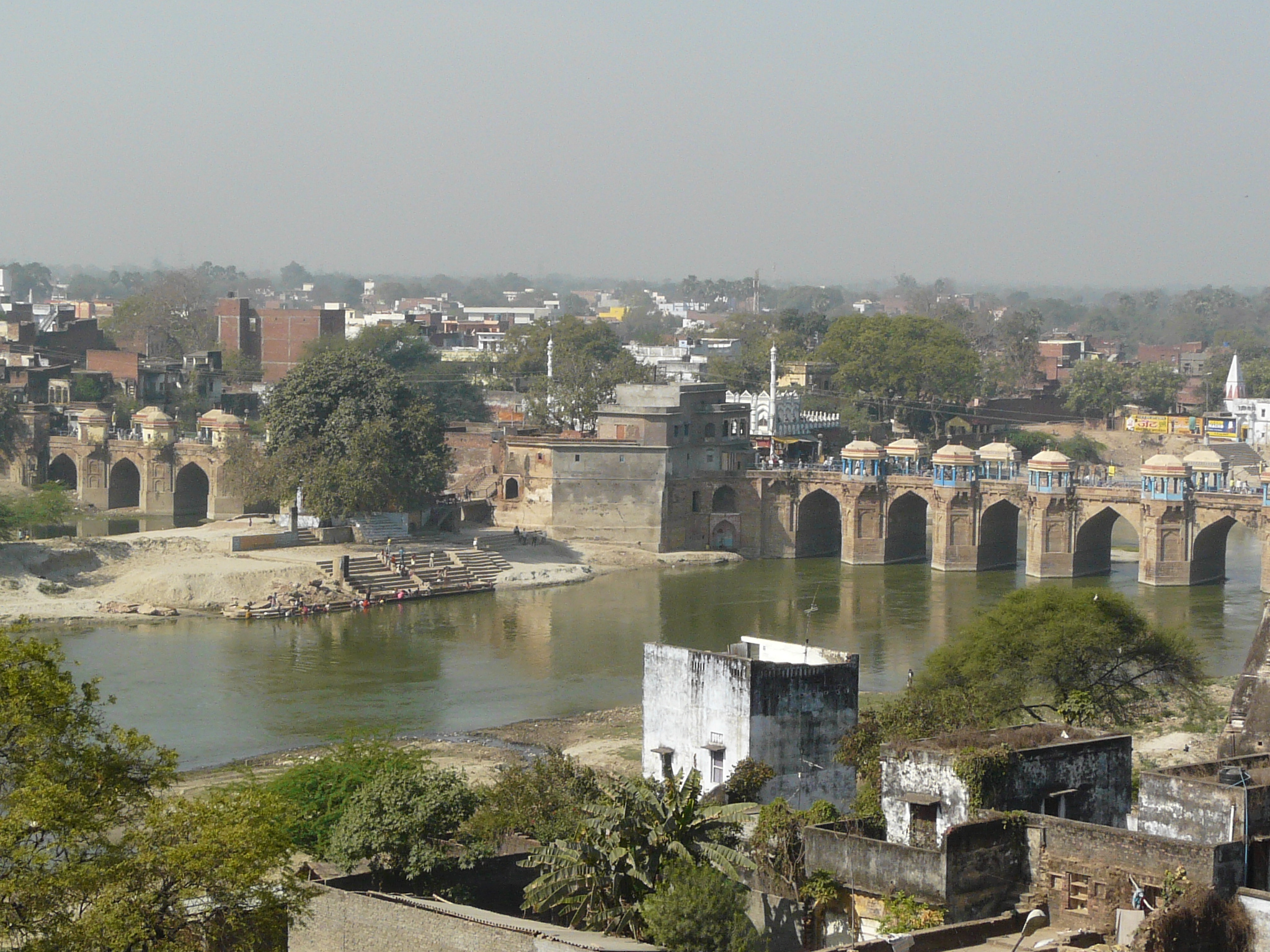
ジャウンプルの街並み

ジャウンプル（ヒンディー語：जौनपुर, ウルドゥー語: جون پور, ヒンディー語発音: [dʒɔːnpʊr] ジョーンプル; 英語：Jaunpur）は、インドのウッタル・プラデーシュ州、ジャウンプル県の都市。かつてはジャウンプル・スルターン朝の首都でもあった。

## 歴史

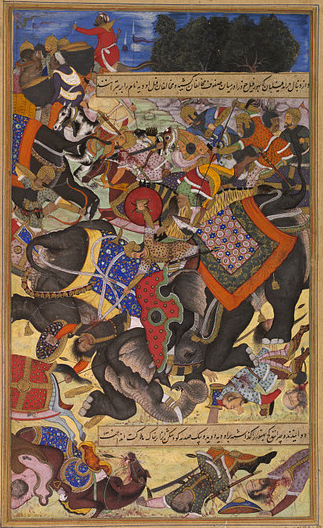
ウズベク人貴族の反乱における象の激突（アクバル・ナーマ、1567年）

1359年、トゥグルク朝の君主フィールーズ・シャー・トゥグルクの命により建設された。
1388年、フィールーズ・シャー・トゥグルクは宦官マリク・サルワルをジャウンプルの総督に任命した。
同王の死後、1394年にマリク・サルワルは独立を宣し、その地位は2人の息子によって継承され、世襲王朝が誕生した（ジャウンプル・スルターン朝）。
1479年、ジャウンプル・スルターン朝はローディー朝との長い戦いの末、ジャウンプルを落とされ滅亡した。
16世紀後半、ムガル帝国に反旗を翻したウズベク人貴族が拠点とした都市の一つであった。

## ギャラリー
- ジャーマー・マスジド
- アターラー・マスジド
- ジャウンプル城
- ジャウンプル城（1809年）
- ジャウンプルのライオン石像